# Puya dolichostrobila
Puya dolichostrobila är en gräsväxtart som beskrevs av Hermann August Theodor Harms. Puya dolichostrobila ingår i släktet Puya och familjen Bromeliaceae. Inga underarter finns listade i Catalogue of Life.